# Salzedas
Salzedas is een plaats (freguesia) in de Portugese gemeente Tarouca en telt 861 inwoners (2001).